# I. Mexikói Császárság
Az I. Mexikói Császárság egy rövid életű államalakulat volt Észak- és Közép-Amerikában, 1822-től 1823-ig. Magába foglalta a mai Mexikót, az Amerikai Egyesült Államok déli részét, Belizét, Costa Ricát, Salvadort, Guatemalát, Hondurast és Nicaraguát. 1823. március 19-én I. Ágoston császár lemondott, kikiáltották az I. Mexikói Köztársaságot, ezzel az államalakulat megszűnt létezni.

## Előzmények
A 19. század elején Mexikó, mint önálló ország, nem létezett, a terület legnagyobb része Új-Spanyolország néven Spanyolországhoz tartozott. 1810-ben Miguel Hidalgo és társai kirobbantották a mexikói függetlenségi háborút, melynek célja többek között egy független állam létrehozása volt. Éveken keresztül folytak a csaták, a felkelők vezetőit sorra fogták el és végezték ki a spanyolok, ám a mozgalmat leverni nem tudták. 1815 végére, az egyik legjelentősebb függetlenségi harcos, José María Morelos kivégzésével viszont a felkelők erői meggyengültek, egészen 1820-ig csak gerillaharcot tudtak folytatni a spanyolok ellen.
1820-ban azonban jelentős fordulat állt be a spanyol politikai életben. Rafael de Riego kikiáltotta az 1812-es cádizi alkotmány visszaállítását, és bár ezt eleinte a király nem ismerte el, sőt, Riego felkelését hamar le is tudta verni, La Coruñából február 19-én kiindulva az egész országra átterjedő újabb lázadások következtek, melyek végül március 10-én arra kényszerítették VII. Ferdinánd királyt, hogy tegyen esküt az alkotmányra. Az események híre még ebben a hónapban eljutott Új-Spanyolországba is.
A szabadelvű, antiabszolutista szemléletű cádizi alkotmány visszaállítása súlyosan sértette mind az egyházat (például az egyházi vagyon államosításával és az inkvizíció megszüntetésével), mind a magas pozícióban levő gyarmati értelmiséget. Ezért a mexikóvárosi Néri Szent Fülöp-templomban (közismert nevén a La Profesában) titkos gyűlések sorozata kezdődött, melyek résztvevőinek célja az volt, hogy megakadályozzák az alkotmány életbe lépését Új-Spanyolországban, akár VII. Ferdinánd korábbi rendszerét támogatva, akár, ha a helyzet Spanyolországban nem változik, az anyaországtól való függetlenedés árán is.
Hamarosan az összeesküvők úgy döntöttek, felveszik a kapcsolatot a korábban évekig a függetlenség ellen harcoló tehetséges katonai vezetővel, Agustín de Iturbidével, és rábeszélik, hogy vegye át a Déli Hadsereg (Ejército del Sur) irányítását, és folytassa a harcot a délen meghúzódó, részben a cádizi alkotmányt is támogató felkelőkkel.
Iturbide beleegyezett és hamarosan megkezdte a harcot Vicente Guerrero csapatai ellen, katonai sikereket azonban nem tudott elérni. Ezért 1821 elején levelezésbe kezdett Guerreróval, majd Acatempanban megegyeztek: a két eddigi ellenség egyesíti erőit és közösen harcol a függetlenségért. Kiadták az Iguala-tervet, melyben három garanciát fektettek le: Mexikó Spanyolországtól független alkotmányos monarchia, az egyetlen államvallás a római katolikus, és minden lakót származásától függetlenül egyenlő jogok illetnek meg. Ezen elvek védelmezésére és a háború befejezésére alakították meg a Három Garancia Hadseregét, mely megkezdte országos hadjáratát. Egyre többen csatlakoztak hozzájuk, így kevés ellenállásba ütköztek. A spanyolok leváltották a háromgaranciások ellen nem elég határozottan fellépő Juan Ruiz de Apodaca alkirályt, helyére először Francisco Novellát nevezték ki, majd Juan O'Donojút küldték Spanyolországból. Ő azonban belátta, nincs más lehetősége, mint elfogadni az Iguala-tervet, ezért augusztus 24-én aláírta a córdobai egyezményt. Ebben kimondták: Mexikó független monarchia lesz, a trónt VII. Ferdinánd spanyol királynak vagy valamelyik rokonának ajánlják fel, de ha nem fogadja el, akkor maguk közül választanak császárt.
A szerződés következtében a fővárosban táborozó maradék királyhű seregek is kénytelenek voltak azonnal megadni magukat, út nyílt a Három Garancia Serege számára, hogy bevonulhasson Mexikóvárosba. A 17 000-es had ünnepélyes bevonulására, Agustín de Iturbidével az élen, 1821. szeptember 27-én került sor. Minden házat a nemzeti színek díszítettek, az ablakokból és az erkélyekről drága szőnyegeket lógattak ki, a nők ünnepi ruháikba öltöztek és legszebb ékszereiket vették fel. A székesegyházban ünnepi misét tartottak, meghúzták a harangokat, a régi alkirályi palotában pedig egy kétszáz fős bált rendeztek.
Másnap reggel összeült az Iturbide által korábban kinevezett 38 tagú ideiglenes kormányzati junta. Iturbide rövid beszéde után mindannyian a székesegyházba vonultak, ahol felesküdtek az Iguala-tervre és a córdobai egyezményre, majd egy rövid ülést tartottak, ahol Iturbidét a kormány elnökévé választották. Este 8-kor újra összeültek és aláírták az ország függetlenségét végleg elismerő dokumentumot, az Acta de Independencia del Imperio Mexicanót, lezárva ezzel a 11 éve tartó függetlenségi háborút. Bár az ezt követő első napokat még mindig az ünneplés jellemezte, hamarosan mindenki rádöbbent, hogy az ország gazdasága és kereskedelme mindeközben összeomlott.

## A Mexikói Birodalom

### A régensség

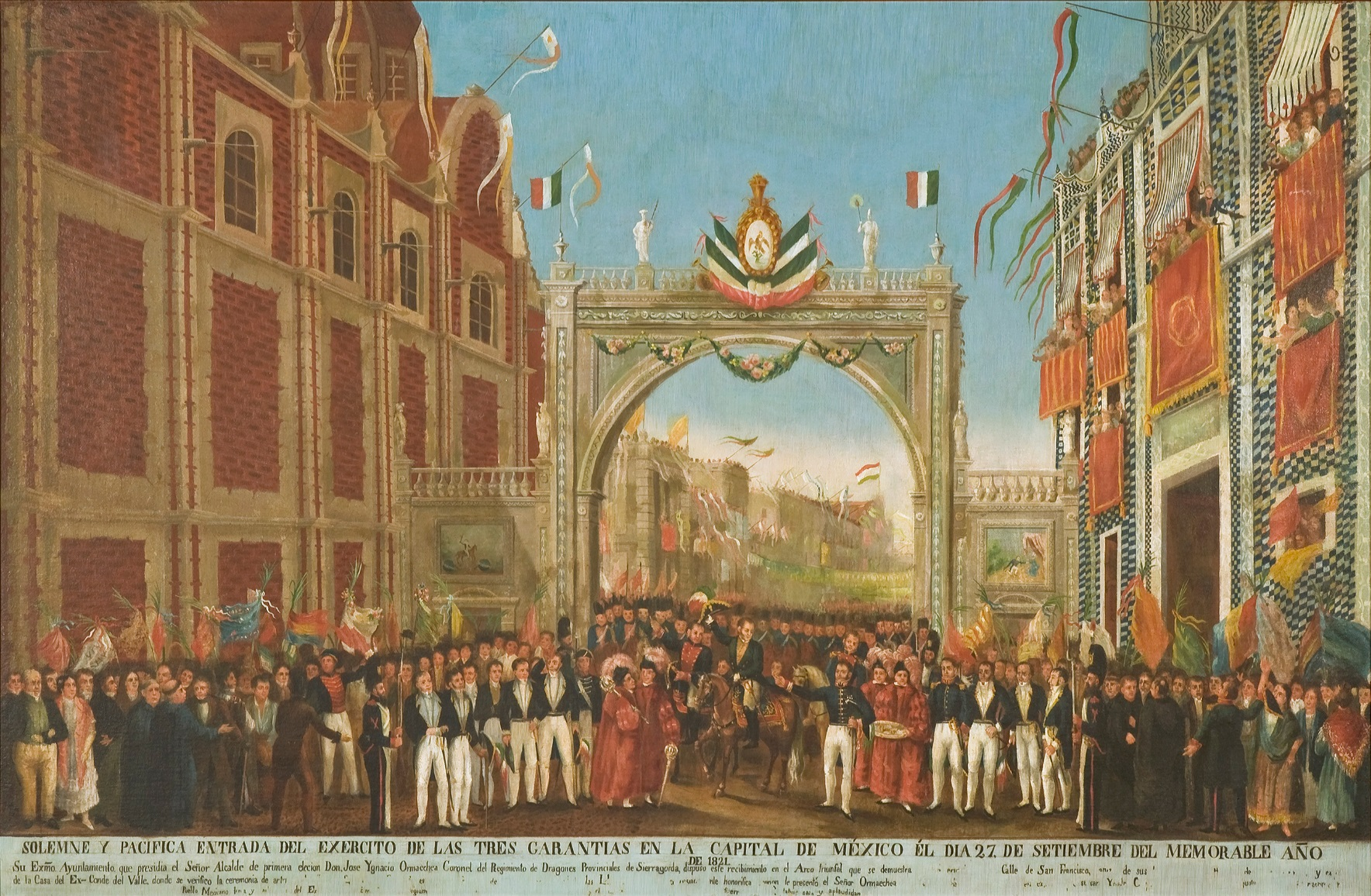
A Három Garancia Hadseregének bevonulása Mexikóvárosba

A kormányzat, a Suprema Junta Provisional Gubernativa tagjait maga Iturbide nevezte ki a legkülönbözőbb csoportokból válogatva: saját elszánt hívei mellett voltak köztük Bourbon-pártiak, kreolok, arisztokraták, egyházi méltóságok és még az alkotmányos rendszer támogatói is, viszont azok a régi felkelők, akik még az Iguala-terv előtt harcoltak a függetlenségért, kimaradtak belőle. A kormány tagja lett többek között Juan Francisco Azcárate y Lezama, aki 1808-ban Mexikóváros önkormányzatában dolgozott, José María Fagoaga, az ország leggazdagabb családjának sarja, Antonio Joaquín Pérez pueblai püspök és Matías de Monteagudo inkvizitor.
Létrejött emellett a régensség legfőbb végrehajtó szerve, az öttagú Junta de Regencia, mely az egyelőre meg nem választott uralkodót képviselte. Iturbide formálisan lemondott a törvényhozó kormányzat éléről, hogy a végrehajtó szervet irányíthassa, de a gyakorlatban mindkét testület munkáját ő vezette. A kormány és a régensségi junta hívta össze az 1822 februárjától kezdve működő, 120 fős, kétkamarásra tervezett kongresszust, mely a papság és a hadsereg reprezentánsai mellett (50 000 lakosonként egy személyt küldve) a nép képviselőiből állt. A választásokat 1821. december 29-én tartották, de a bonyolult elektori rendszer miatt nem jöhetett létre valódi népképviselet.
A lelkesedéssel átitatott első hetekben Iturbidének felajánlottak egy hatalmas texasi területet és 1 millió pesót, valamint az Iguala-terv kihirdetéséig visszamenőleges hatállyal havi 10 000 pesós illetményt. Előbbieket nem fogadta el, utóbbinak pedig visszamenőleges részét a hadseregnek ajánlotta fel. Még márciusban Iturbide azt ígérte a katonáknak, hogy mindegyikük földet kap majd és egy ökörfogatot, de nem maradt fenn bizonyíték arra, hogy később bárki is követelte volna ezt a jussát. November 9-én tett javaslatot egy vagy két új katonai érdemrend alapítására, így született meg hamarosan az Orden de Guadalupe nevű rend.
Mivel Iturbide korábbi ígéretét beváltva megszavazták az alkirályi időkből származó adók felére csökkentését, a kincstár bevételei jócskán lecsökkentek. Ráadásul nem csak a saját katonákat, hanem a córdobai egyezmény értelmében a távozó spanyolokat és a régi rendszer adósságait is az új kormánynak kellett fizetnie, sőt, az Acapulco közelében lefoglalt több mint félmillió pesót is vissza kellett volna fizetni, így a kormánynak sürgősen pénzre volt szüksége. Felhatalmazták Iturbidét, hogy tárgyaljon egy másfélmilliós kölcsön felvételéről, de ez messze nem volt elég a helyzet rendezésére.

Festmény Agustín de Iturbidéről

Mivel a folyamatosan Európába hazatérő spanyolok magukkal vitték vagyonukat, ezért a kormány úgy döntött, nem ad ki több útlevelet sem. Többek között ez a rendelkezés is hozzájárult ahhoz, hogy a nyugtalankodó spanyolok egy része szervezkedni kezdjen Iturbide ellen. Ebben a szervezkedésben az egykori veracruzi kapitány, José Dávila különleges lehetőséget látott. Ezért írt Iturbidének egy levelet, melyben azt állította, a kongresszuson belül egy erős párt alakult ki, melynek célja az ő eltávolítása, majd ajánlatot tett neki, hogy csatlakozzon hozzá, cserébe, ha sikerül a spanyoloknak visszatérniük és kormányt alakítaniuk, ebben a kormányban majd valamilyen magas pozíciót tölthet be. Iturbide azonban sértve és megbotránkoztatva érezte magát, és másnap a kongresszus ülésén személyesen megjelenve kérte számon, mi folyik ott. Ez alapján néhányan azt kezdték el hangoztatni, Iturbide az ellenséggel folytat tárgyalásokat. A kitörő hatalmas vita híre a városlakókhoz is eljutott, akik estére gyülekezni kezdtek a kongresszus épülete előtt, sőt, bebocsátást is kértek, hogy megbizonyosodhassanak a valódi helyzetről.
A kongresszus és Iturbide között hamarosan más okokból is ellentétek jelentkeztek. Egyrészt erősödött a gondolat, miszerint az államirányító szervek közül a kongresszus az, mely a népet képviseli, ezért annak kellene döntenie az államformáról és az alkotmányról, nem pedig Iturbide központosított testületeinek, másrészt a különböző országrészekből érkező képviselők a helyi, a függetlenségi háború évei során megfogalmazódott érdekeket szerették volna képviselni, melyek sok esetben ellentétesek voltak a központi törekvésekkel. Ráadásul a régi függetlenségi harcosok is úgy érezték, semmilyen megbecsülést nem kapnak az új rendszertől.
A romló helyzettel a kormányt vádolták, ezért többen összeesküvést szőttek Iturbide ellen, melynek következtében számos szervezkedőt őrizetbe vettek, köztük Guadalupe Victoriát is.
Nem sokkal a kongresszus létrejötte után érkezett meg a hír, hogy Spanyolország február 13-án úgy határozott: nem fogadja el a córdobai egyezményt. Ez a Bourbon-pártiakra nézve volt csapás, hiszen lemondhattak arról, hogy a leendő uralkodó az ő pártfogoltjuk legyen, reményt adott viszont mind a köztársaságpártiaknak, mind Iturbide híveinek, akik előtt felcsillant a lehetőség, hogy őt koronázzák meg.

### A császárság

#### A koronázás és előzményei

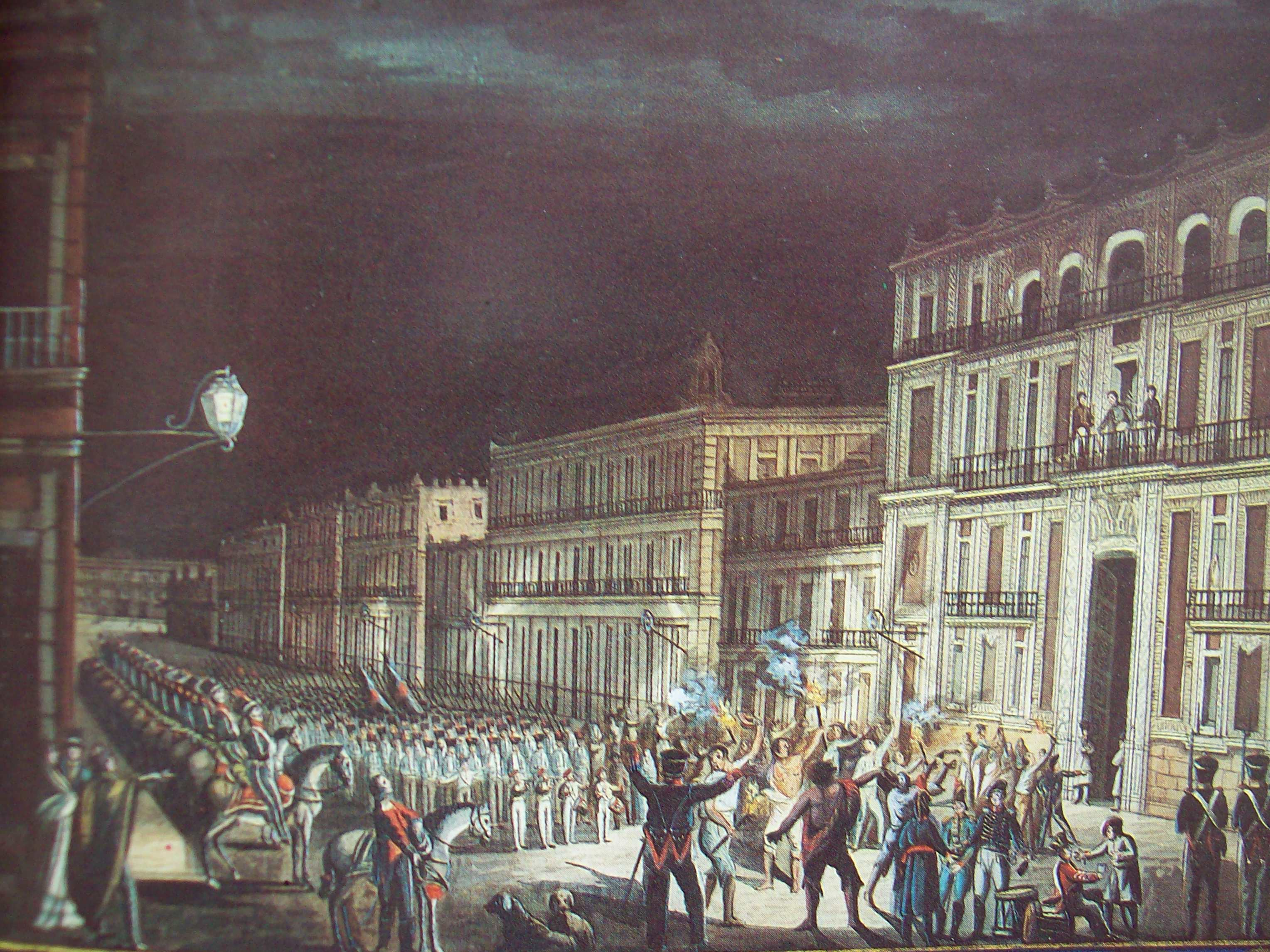
Iturbide császárrá nyilvánítása 1822. március 19-én

1822. május 18-ának estéjén a celayai hadsereg, melynek parancsnoka Iturbide volt, a város utcáin őt éltetve masírozni kezdett és azt követelte, fogadja el a császári koronát. A házakból kitóduló és Iturbide lakóhelye (a Moneada-család palotája) előtt összegyűlő nép valódi szimpátia-tömegtüntetéssé változtatta az eseményt. Iturbide, aki éppen otthon kártyázott (tresillót játszott), többször is kiállt az erkélyre a tömeg elé, és hevesen bizonygatta, őt visszataszítja a trón elfogadásának gondolata. Azonban kifogásait rendre éljenzés hallgattatta el. Ekkor Iturbide a régensi juntához, a katonai vezetőkhöz és a kongresszus elnökéhez fordult, akik mind azt javasolták neki, engedjen a nép akaratának. A 19-én reggel 7 órakor összeülő kongresszusban már nem volt teljes az egyetértés, igaz, végül már csak arról folyt a vita, hogy előbb kérjék-e ki a különböző tartományok vezetőinek véleményét, vagy késlekedés nélkül nevezzék ki a császárt. Az ülésen maga Iturbide is jelen volt (az őt odaszállító öszvérfogatból az utcán tolongó rajongói kifogták az állatokat és maguk húzták a járművet), és többszöri felszólalásában is az első lehetőséget támogatta. Valentín Gómez Farías felolvasott egy 46 képviselő által aláírt, Iturbide megkoronázását támogató dokumentumot, majd a képviselők titkos szavazáson 67–15 arányban (más forrás szerint 77–15) úgy döntöttek, Iturbidét azonnal császárrá választják.
Bár a katonaság és a lakosság nagyobb része is támogatta a trónra lépést, később ellenfelei azzal vádolták, a tüntetést ő szervezte és a hatalmat így erőszakkal szerezte meg. Emlékirataiban azonban a császár ismételten megfogalmazta: valóban nem állt volna szándékában elfogadni a felkérést, ha nem kapta volna minden irányból a biztatást.
I. Ágoston koronázásáról június 22-én született döntés, ekkor határozták el, hogy feleségét is megkoronázzák és császárné titulust kap, legidősebb fiuk, Agustín Jerónimo Príncipe Imperial (birodalmi herceg), többi gyermekük Príncipe (herceg) lesz. Özvegy apját Príncipe de la Unión (az unió hercege), Nicolasa nevű nővérét Princesa de Iturbide (Iturbide hercegnője) címekkel ruházták fel. A koronázási szertartásra július 21-én került sor a mexikóvárosi székesegyházban. A felkenést Guadalajara püspöke végezte Durango és Oaxaca püspökének segítségével, a koronát a kongresszus elnöke helyezte Ágoston fejére. Feleségének koronázása után elfoglalták külön számukra készített trónjukat, majd a főpap latinul felkiáltott: „Éljen a császár örökké!”. Az uralkodópár és kíséretük ezután az egykori alkirályi palotába vonult, melynek erkélyéről köszöntötték a népet.
A koronázás alkalmából emlékérméket is verettek a császár és a császárné arcképével és az „AGUSTÍN Y ANA EN SU FELIZ EXALTACIÓN AL TRONO IMPERIAL DE MÉXICO” („Ágoston és Anna Mexikó birodalmi trónjára való boldog felmagasztalásukkor”) illetve „LA PATRIA LO ELEVA AL TRONO” („A Haza emeli őt a trónra”) feliratokkal.

#### A császárság rendszere és bukása

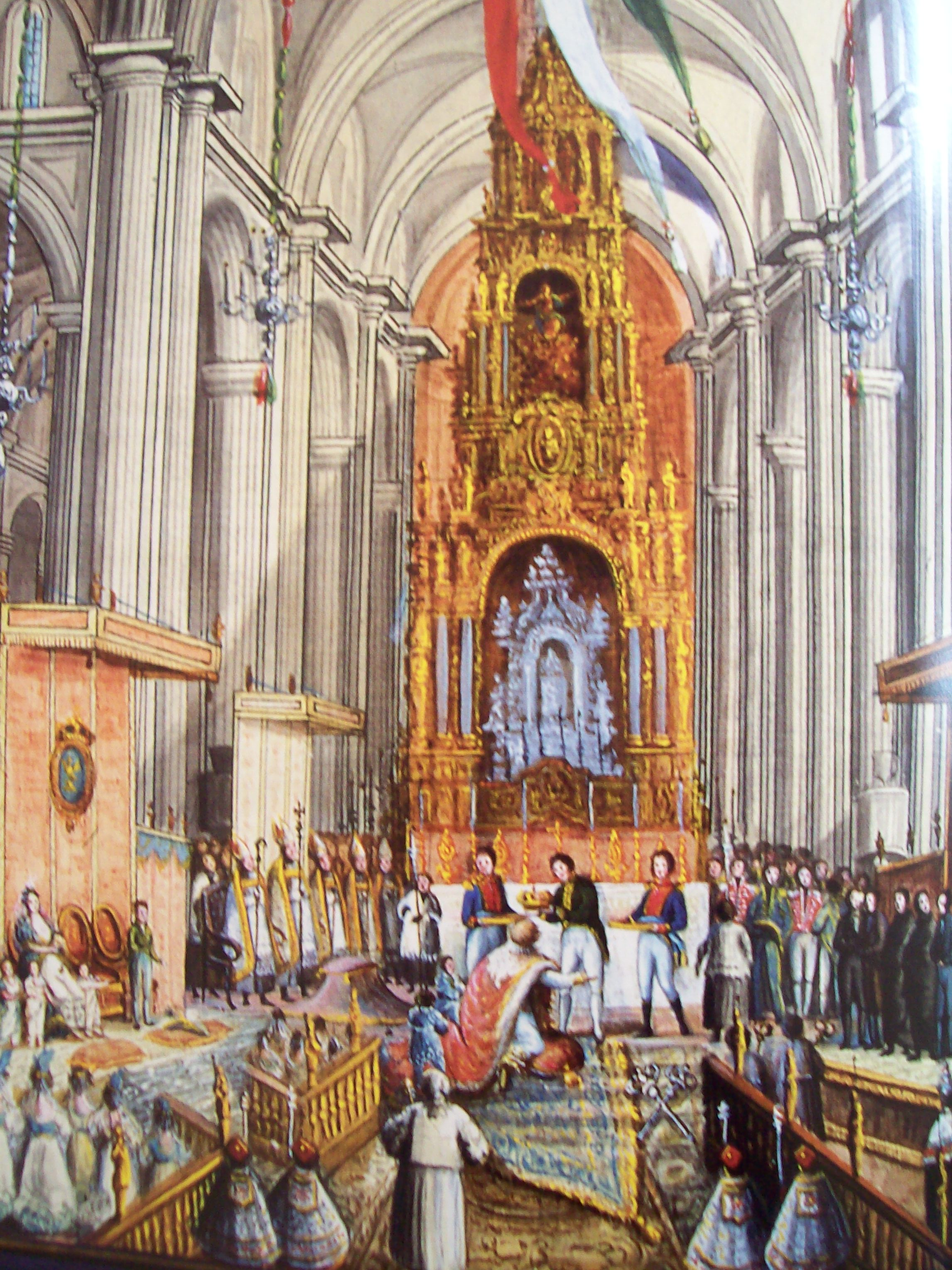
I. Ágoston megkoronázása 1822. július 21-én

Mexikó Ágoston császársága idején érte el legnagyobb kiterjedését: a mintegy 5 millió négyzetkilométeres ország Kaliforniától, Új-Mexikótól és Texastól kezdve egészen Costa Ricáig húzódott. Igaz, a Vercruzban még állomásozó spanyol csapatok, a belső ellentétek és Közép-Amerika országainak 1823 eleji leválása miatt a császár de facto nem kormányozhatta teljes egészében ezt a hatalmas területet.
Hiába volt a császár a lakosság körében népszerű, a régensség idején fennálló ellentétek nem csitultak. Mind a Bourbon-pártiak, mind a köztársaság hívei, a regionális érdekek képviselői és a régi függetlenségi harcosok szembekerültek vele. A frissen alapított Orden de Guadalupe rend létrehozásával és hű emberei között történő „osztogatásával” sem tudott sok újabb embert maga mellé állítani. Súlyosbította a helyzetet, hogy az Amerikai Egyesült Államok az elfogadott Adams–Onís-egyezmény ellenére Mexikó északi területeinek megkapásáról akart tárgyalni, és mivel a császár ezt elutasította, az északi szomszéd is ügynököket küldött Mexikóba, akik elősegítették a szerveződő lázadásokat.
A kongresszus tagjai közül augusztus 26-án többeket ismét letartóztatott az ellene való összeesküvés vádjával, majd, mivel nem látott más lehetőséget a törékeny egyensúly megszilárdítására, október 31-én feloszlatta a szerinte jórészt csak fölösleges szócsépléssel foglalkozó kongresszust és helyette egy hozzá hű Junta Nacional Instituyente (Nemzeti Intézményesítő Junta) nevű szervet hozott létre. Az új junta nekiállt új törvények és egy alkotmánytervezet kidolgozásának, de az ország a káosz felé tartott.
Felipe de la Garza felkelését még sikerült elfojtani, mivel a tamaulipasi parancsnok nem rendelkezett elég népszerűséggel, így nem tudott tömegbázist kialakítani maga mögött. Kénytelen volt Monterreybe menekülni, majd hamarosan bocsánatért folyamodni a császárhoz. Ő nemcsak hogy megbocsátott, hanem vissza is helyezte De la Garzát eredeti pozíciójába.
Hamarosan viszont komolyabb lázadás szerveződött. Mivel José Dávila a córdobai egyezmény ellenére nem akarta átadni a mexikóiaknak a veracruzi San Juan de Ulúa-erődöt, Ágoston Jalapába ment, hogy felmérje, mit tehet. Itt több helyi tisztviselő is arról panaszkodott neki, hogy Antonio López de Santa Anna magát Jefe políticónak (politikai főnöknek) kinevezve despotikus uralmat gyakorol a környéken. A császár ezért Jalapában találkozott Santa Annával, és hogy megpróbálja megnyugtatni, hivatalosan Brigadier General rangot adományozott neki (igaz, a Jefe políticót nem engedélyezte). Ő azonban nem elégedett meg ezzel, és néhány nap múlva, amikor a császár már elhagyta Jalapát, december elején Veracruzban kiadta a Veracruz-tervet, melyben egy új kongresszus felállítását és köztársaság kikiáltását követelte (bár később maga vallotta be, nem pontosan tudta, milyen valójában egy köztársaság), és törvénytelennek nyilvánította Ágoston hatalomra jutását, mivel az erőszak alkalmazásával történt. A tervet, mely garantálta az Iguala-tervben is megfogalmazott egyenlőséget európaiak és amerikaiak között, aláírta Guadalupe Victoria, és támogatta Vicente Guerrero és Nicolás Bravo is. December 21-én Jalapánál azonban katonai összecsapásra került sor, melyből a császár seregei kerültek ki győztesen.
Santa Anna azonban hamarosan új támogatókat talált és újra erőre kapott. Ágoston José Antonio Echávarri tábornokot küldte az újabb felkelések leverésére, ám Echávarri ehelyett (valószínűleg Mariano Michelena és Miguel Ramos Arizpe hatására) csatlakozott a mozgalomhoz. 1823 februárjában kiadta a Casa Mata-tervet. Úgy gondolták, a tartományok nagyobb függetlenséget érdemelnek (többek között az ő joguk eldönteni, hogy a régi kongresszus mely tagjai vehessenek részt az új szerv munkájában), ezért jelentős hatáskörbővítést követeltek számukra. A hadsereg egyre inkább tudatára ébredt, hogy jelentős hatalmi tényező, szinte bárkit segíthet hatalomra jutni vagy eltávolítani a hatalomból. A 13 tartományi képviselethez és a hadsereg vezetőihez szétküldött Casa Mata-tervhez legtöbben azonnal csatlakoztak. Ágoston arra kényszerült, hogy visszaállítsa az alkotmányozó kongresszust, de már késő volt: az egykori háromgaranciás hadsereg maradványaiból létrejött had, mely most Felszabadító Hadseregnek (Ejército Libertador) nevezte magát, a fővároshoz közelített. A császár 1823. március 19-én lemondott.
A császárság bukása után létrejövő végrehajtó hatalmi szervet egy triumvirátus irányította: Celestino Negrete, Nicolás Bravo és Guadalupe Victoria, a két helyettes tag Mariano Michelena és Miguel Domínguez volt. Kimondták, hogy Ágoston rendszere kezdetektől fogva törvénytelen volt (így lemondása is érvénytelen), a kongresszus pedig visszakapta jogköreit. Egyre többen kezdték követelni a császár távozását az országból, ezért még egy évi 25 000 pesós járadékot is megszavaztak neki, feltéve, hogy kivándorol.

## A császár visszatérése
A lemondott Ágoston császár 1823. március 30-án családjával és kíséretével Veracruz felé indult, majd onnan Európába hajózott. Augusztus 2-án kötöttek ki a toszkánai Livornóban, majd később Londonban és a szintén angliai Bathban élt.
Április 28-án hazájának kongresszusa úgy rendelkezett, hogy az egykori császárt törvényen kívüli árulónak tekinti, és abban az esetben, ha esetleg újra mexikói földre lépne, azonnal halálbüntetést kell kiszabni rá. Iturbide erről a rendelkezésről mit sem sejtett.
Angliai tartózkodása során mexikói szimpatizánsaitól számos levelet kapott, melyben arra kérték, térjen haza. Ő útnak is indult: 1824. május 11-én Southampton kikötőjében elhagyta Európát. Június 29-én érkeztek meg a texasi San Bernardo-öbölbe, majd két nappal később Tampico kikötőjét célozták meg. A kedvezőtlen tengeráramlások miatt azonban kénytelenek voltak kikötni Soto la Marinában. Ott azonban a még érvényben levő országos rendelet alapján elfogták és Padilla városába kísérték, ahol július 19-én kivégezték.